# Humleblomster
Humleblomster (Geum rivale L.) är en flerårig ört i familjen rosväxter.

## Beskrivning
Blomfodret har en klocklik form och sammetsliknande hårighet. Blomfärgen är purpurbrun och blomningen börjar i maj. Jordstammen är en pelar-jordstam. Den tillväxer nämligen ständigt i sin övre ända jämte ett ovanjordiskt skott, en bladrosett. Den kommer därigenom att så småningom höja sig ur jorden. Från rosettens bladvinklar kommer följande år de blommande stjälkarna fram som sidobildningar. I toppen kommer återigen ett nytt bladskott för det året.
I början av blomningen hänger blomman ned som en klocka. Vid fruktmognad raknar blomskaftet och sträcker sig uppåt.
Fröna är försedda med en hake, som lätt fastnar i pälsen på passerande djur. På detta sätt sprids växten till platser dit djuret rört sig, innan fröet halkar av. Jämför andra växters spridning med hjälp av myror, myrmekokori.
Liksom andra arter i nejlikrotsläktet övervintrar rosettbladen gröna. De är då så hårt tryckta till marken, att om växten dras upp ur jorden böjer de sig nedåt utmed jordstammen. 
Humleblomster pollineras av humlor, vilket är anledningen till namnet.
Kromosomtal 2n = 42.

## Habitat
Norra halvklotets tempererade områden. Den förekommer i hela Norden, även i de högre fjällregionerna.
På Hardangervidda i Norge når humleblomsrer upp till 1 400 m ö h.; i norra Norge upp till 350 m ö h.

### Utbredningskartor
- Norden
- Norra halvklotet

## Biotop
Den växer på ängar med fuktig mark och den söker inte skugga. Kalkgynnad.

## Varieteter
Det finns några varieteter av humleblomster:
- Stort humleblomster (Geum rivale var. subalpinum (Neuman) Selander), har djupare tandade blad än vanligt humleblomster (Geum rivale var. rivale).
- Vitblommande plantor har kallats Geum rivale f. virescens Lilja.

## Hybrider
- Geum × aurantiacum Fr. — Geum aleppicum × Geum rivale
- Geum × intermedium Ehrh., 1791 — Geum rivale × Geum urbanum
- Geum × jankae Beck
- Geum × montibericum Mateo & J.L.Lozano
- Geum × pratense Pau, 1887 — Geum rivale × Geum sylvaticum
- Geum × pulchrum Fernald — Geum macrophyllum × Geum rivale
- Geum × sudeticum Tausch, 1823 — Geum montanum × Geum rivale
- Geum × thomasianum Ser., 1824 — Geum rivale × Geum pyrenaicum

## Etymologi
- Släktnamnet Geum är lånat från det namn humleblomster hade på latin under Romerska rikets tid.
- Artepitetet  rivale kommer av latin rivus = bäck med syftning på att humleblomster trivs på fuktiga ställen.

## Homonymer
- Geum rivale Ten. = Geum micropetalum Gasp.
- Geum rivale Bourg. ex Nyman, 1878 = Geum × sudeticum Tausch

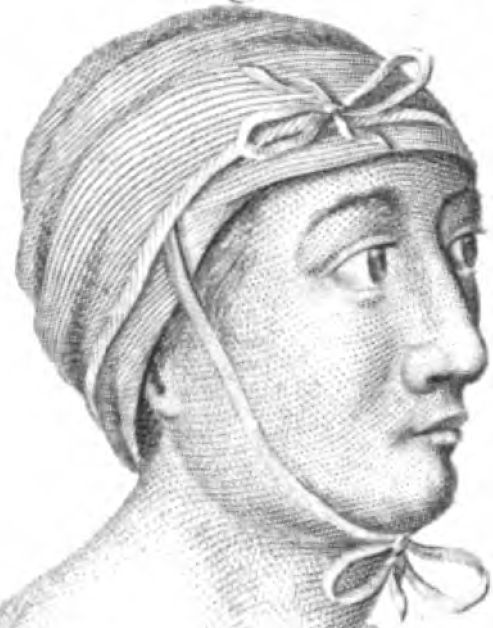
Nattmössa

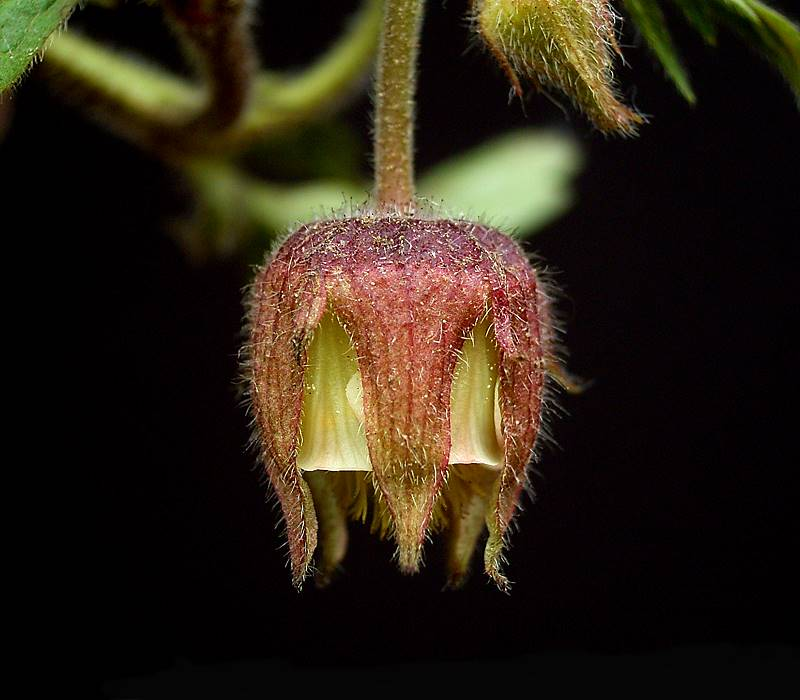
Nattmösselik

## Bygdemål
| Namn              | Trakt | Referens |
| ----------------- | ----- | -------- |
|                   |       |          |
| Mormors nattmössa |       | [ 1 ]    |
| Sotarmurre        |       | [ 1 ]    |

## Bilder

För förstoring vänsterklicka på bilden. Upprepa för att öka förstoringsgraden
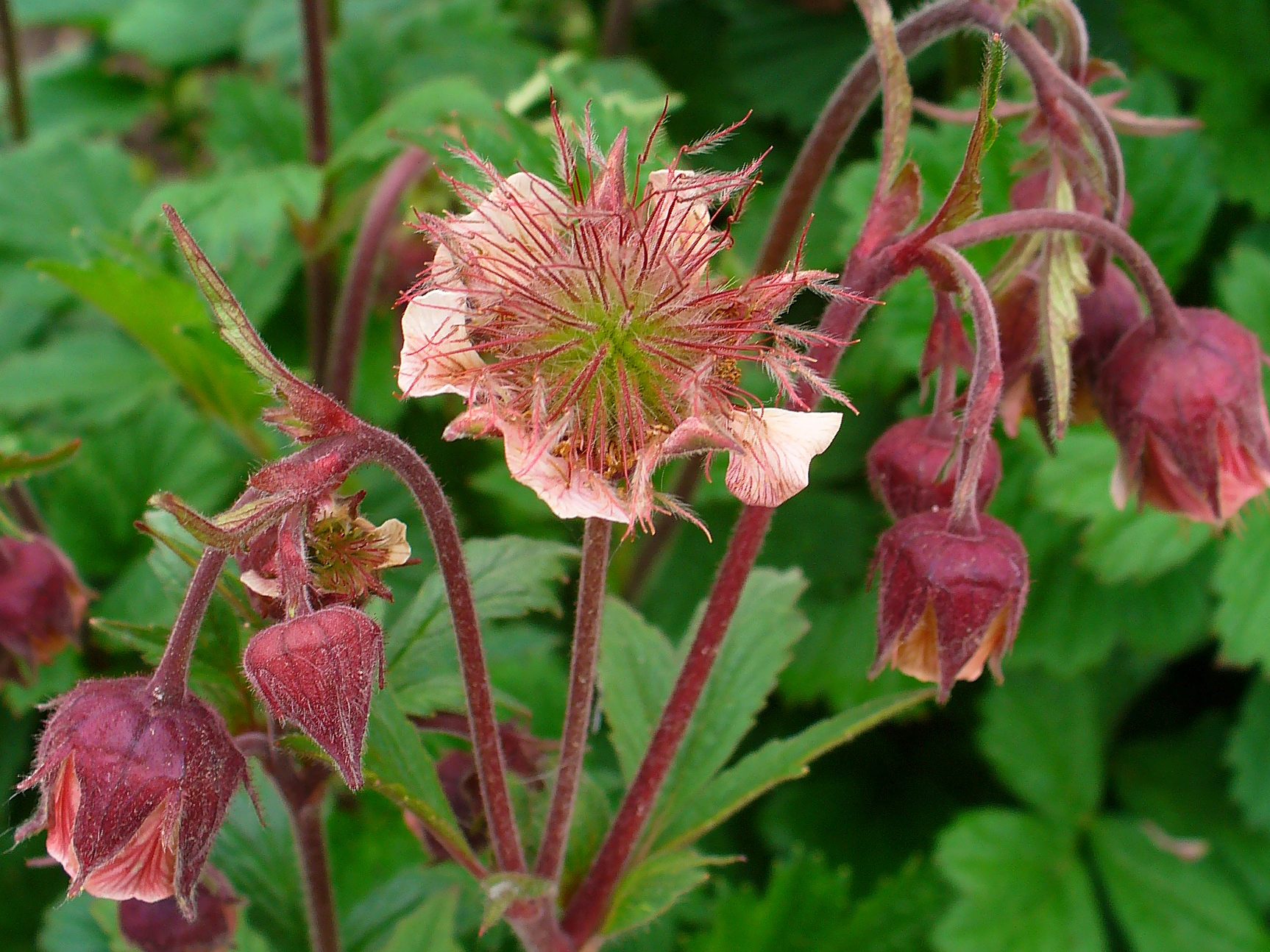
En blomknopp har just öppnat sig, och könsorganen är ännu inte färdigbildade
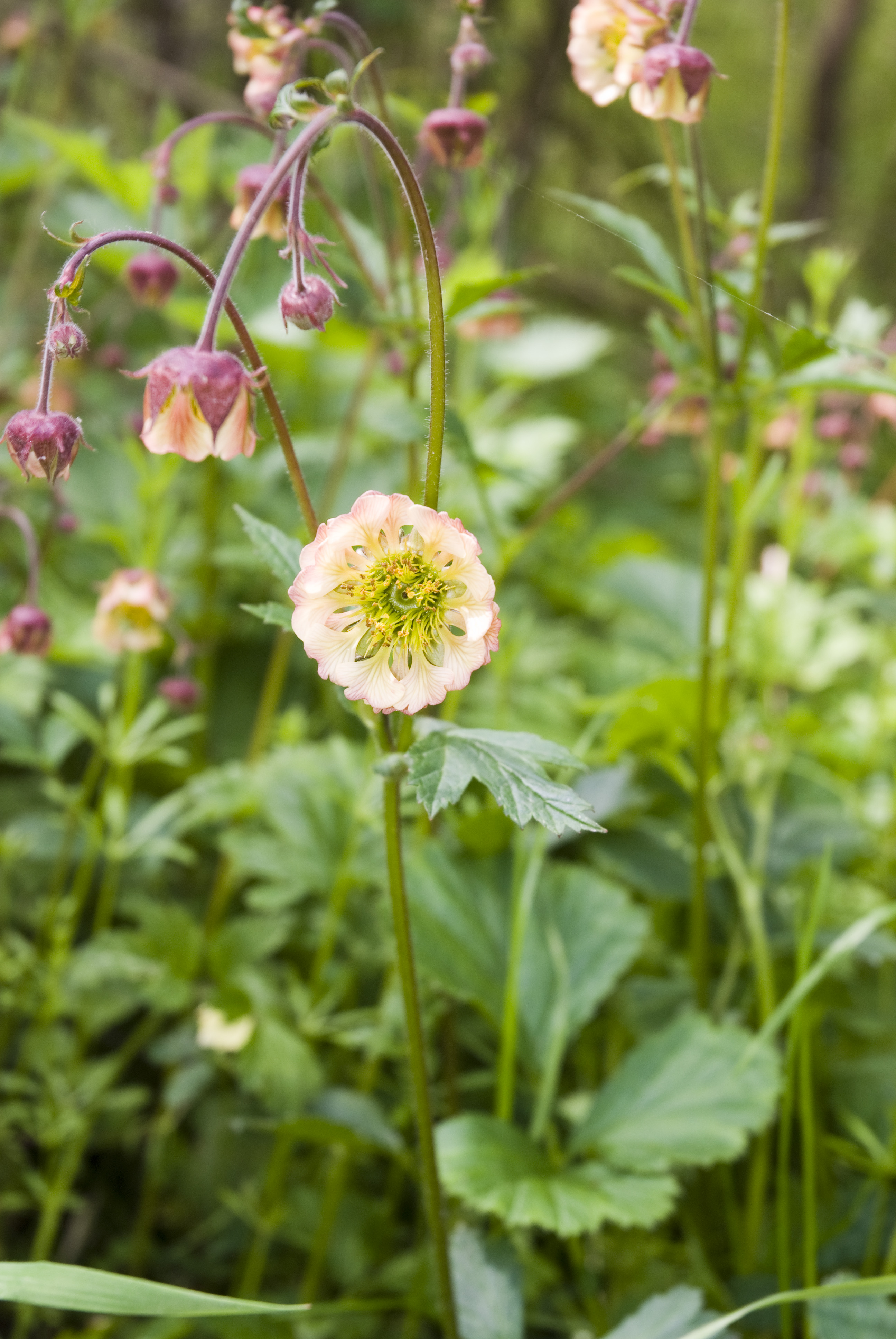
Många ståndare kring en ensam pistill
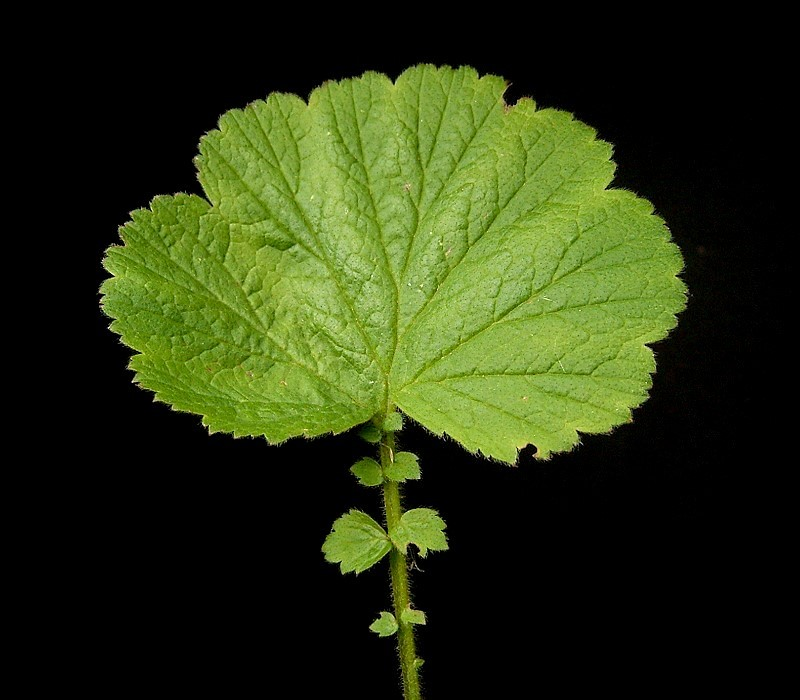
Blad
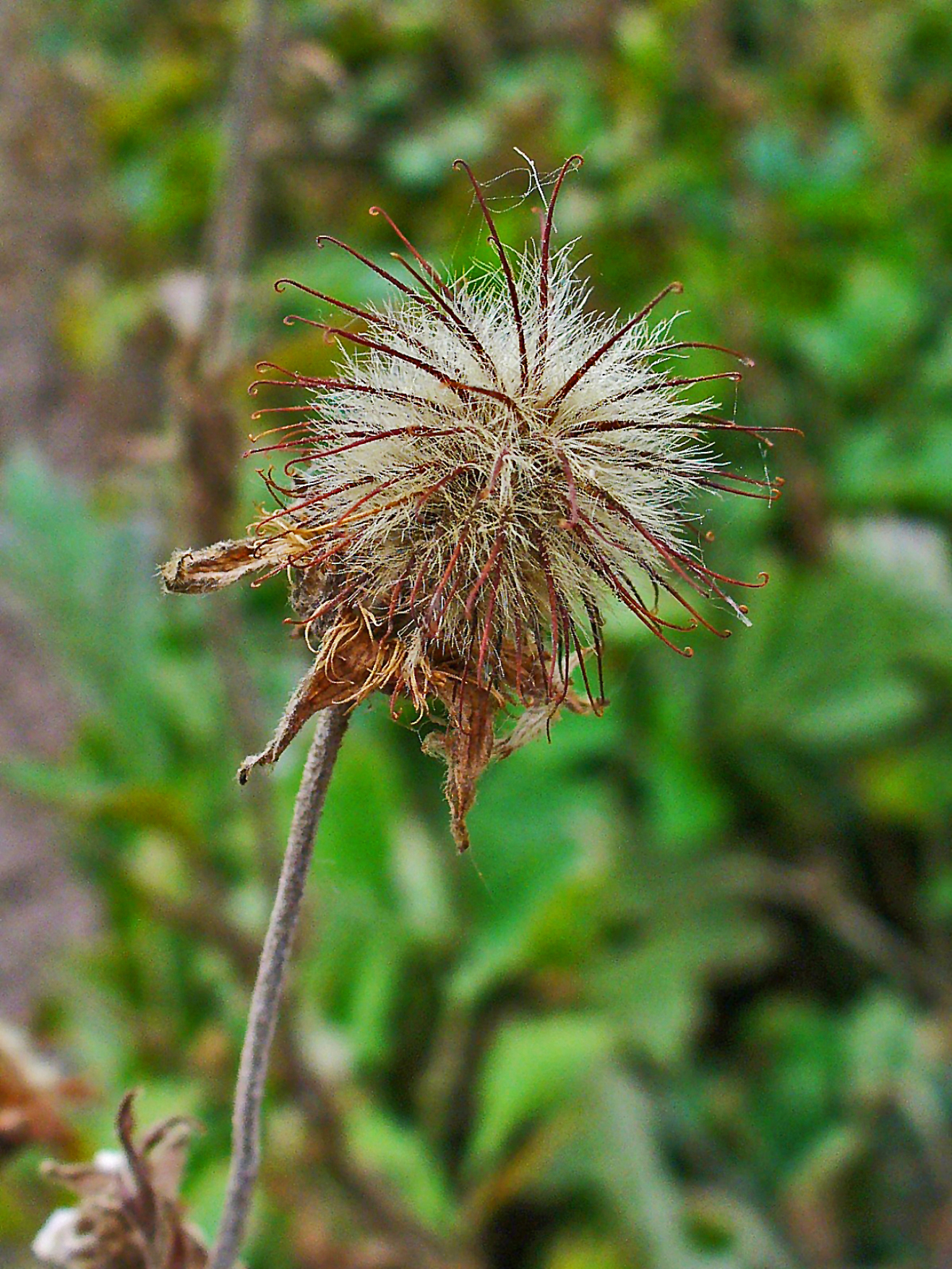
Vissnad blomma
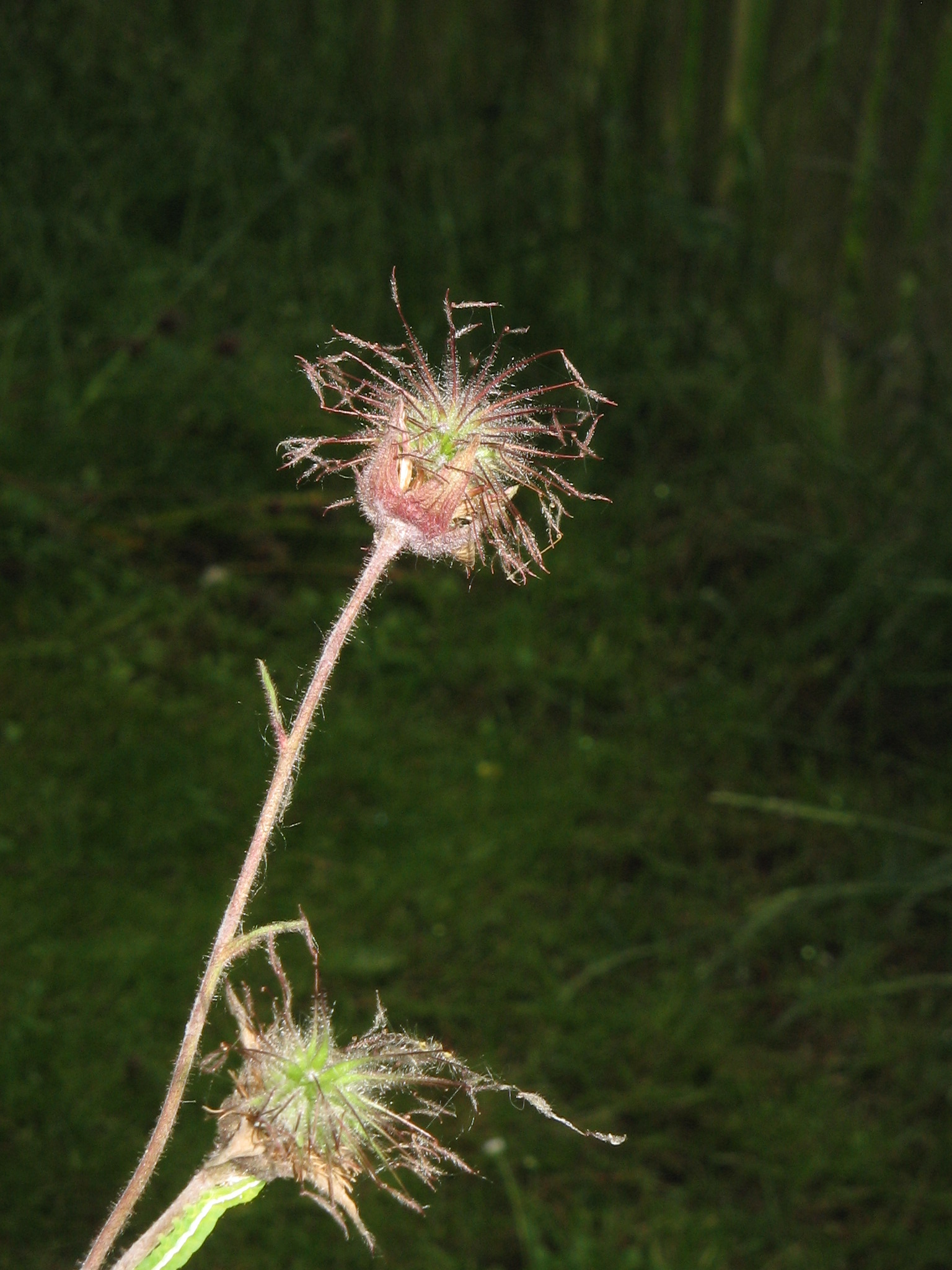
Frukt
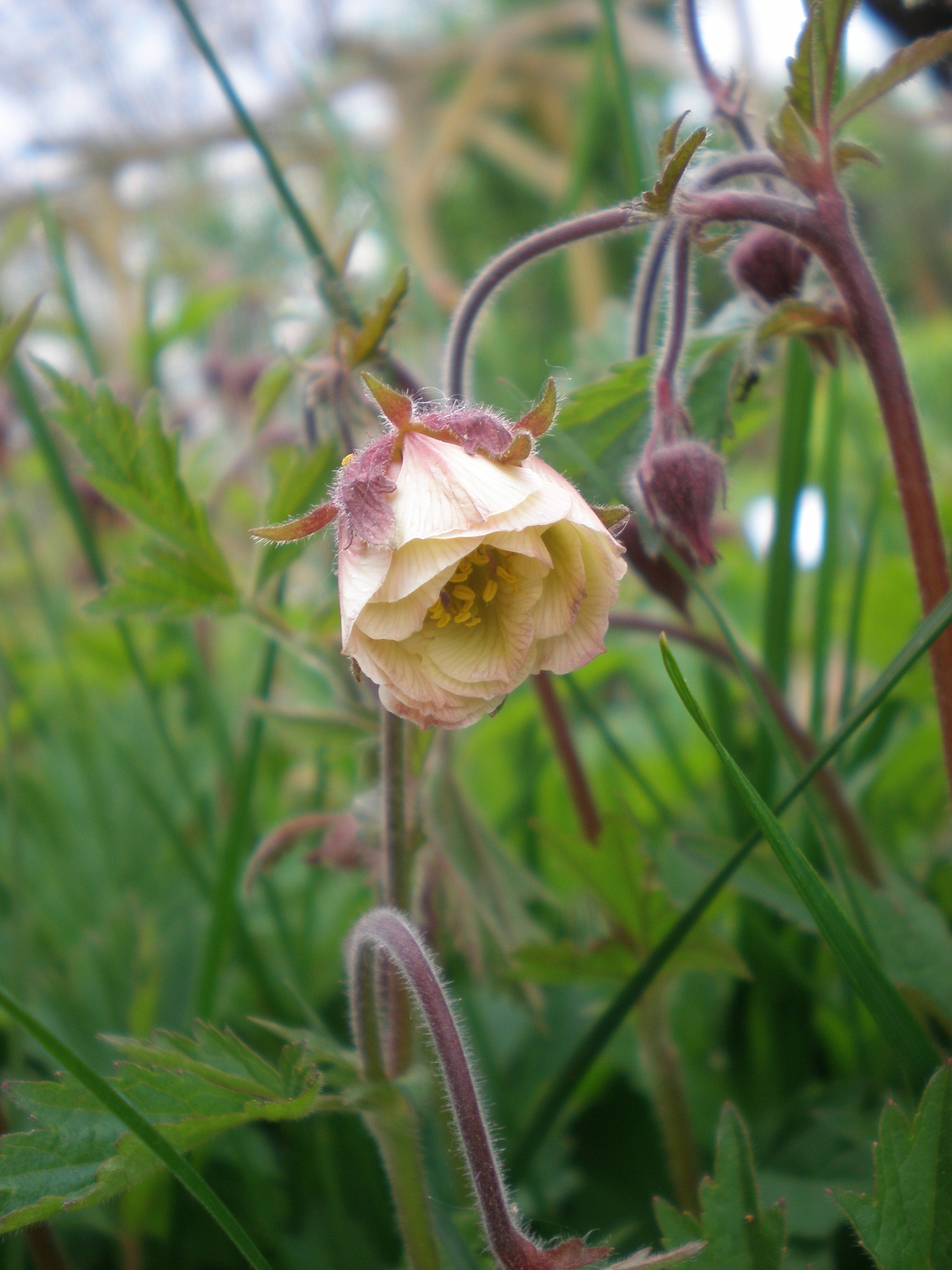
Hybrid Geum rivale × Geum urbanum
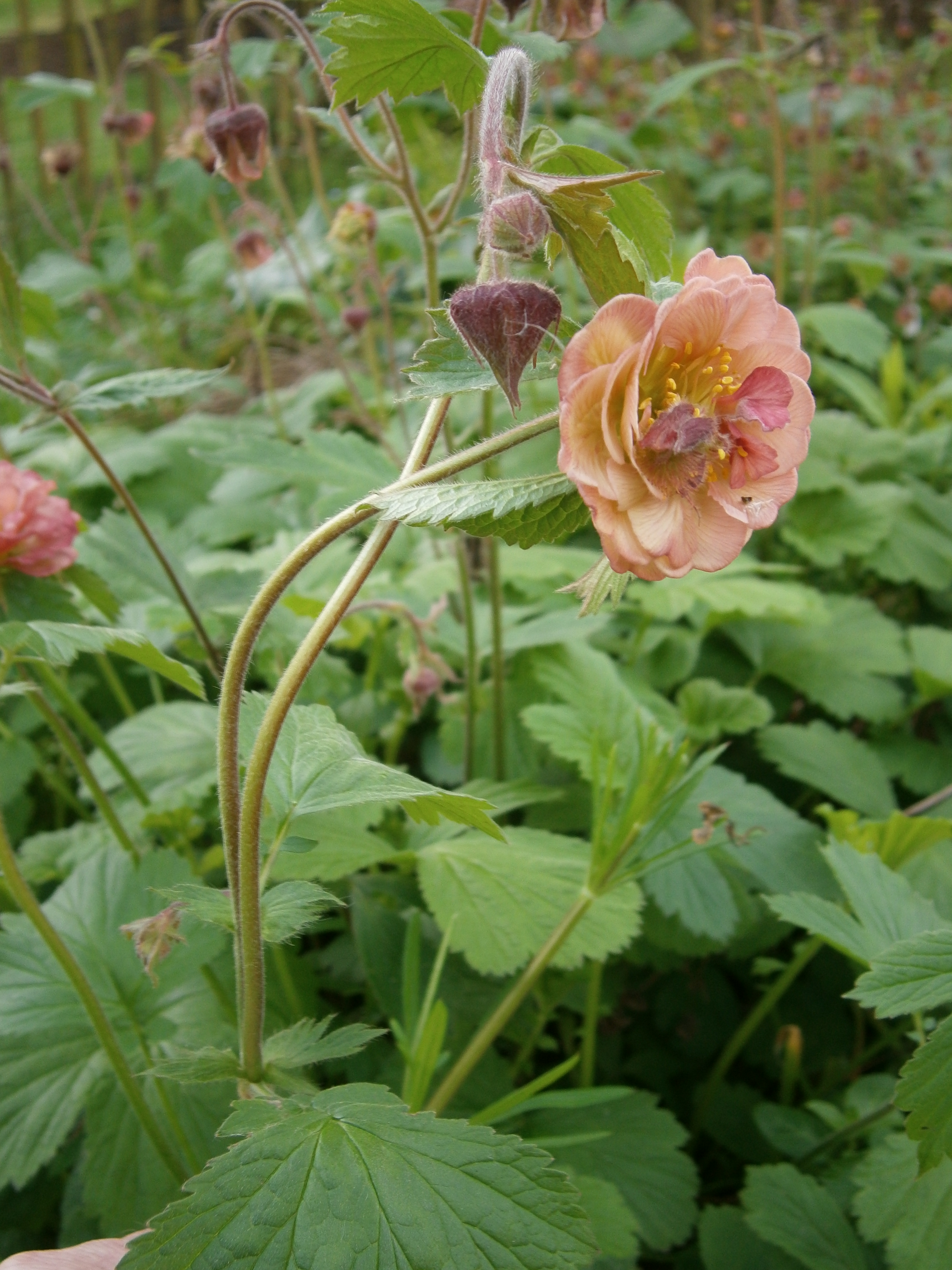
Missbildad blomma